# Andrzej Kanthak
Andrzej Józef Kanthak (ur. 30 listopada 1953 w Wąbrzeźnie) – polski przedsiębiorca i dyplomata, ambasador RP w Południowej Afryce (2017–2023).

## Życiorys
Absolwent inżynierii środowiska na Wydziale Budownictwa Lądowego Politechniki Poznańskiej. Początkowo pracował w przemyśle stoczniowym na stanowiskach kierowniczych w bezpośredniej produkcji i projektowaniu. W 1991 założył i został prezesem zarządu firmy ABC Consulting Sp. z o.o., zajmującej się doradztwem finansowym i kapitałowym.
W latach 2006–2007 kierował Polską Agencją Informacji i Inwestycji Zagranicznych. Pełnił także obowiązki przewodniczącego lub członka rad nadzorczych w kilkunastu spółkach prawa handlowego. W 1994 został powołany na pierwszego w Polsce, mieszczącego się w Gdańsku konsula honorowego Wielkiej Brytanii. Pomagał zorganizować i pełnił role gospodarza podczas oficjalnych wizyt w Gdańsku i na Pomorzu, m.in. księcia Andrzeja, księżniczki Anny, byłej premier Margaret Thatcher, wicepremiera Johna Prescotta. W latach 2000–2010 pełnił funkcję prezydenta Stowarzyszenia Konsulów Honorowych w Polsce, w latach 1995–1998 był dyrektorem British Chamber of Commerce w Gdańsku. Od powstania w 1991 był członkiem Rady, a od 2015 był prezesem zarządu Gdańskiej Fundacji Theatrum Gedanense, której honorowym patronem jest książę Walii. Fundacja ta odbudowała teatr elżbietański w Gdańsku, gdzie od wielu lat organizuje coroczny Festiwal Szekspirowski. Andrzej Kanthak zasiada także w radzie Fundacji Terytoria Książki.
W lutym 2017 otrzymał nominację na ambasadora RP w RPA z jednoczesną akredytacją na Botswanę, Lesotho, Mozambik, Namibię, Eswatini, Zambię i Zimbabwe. Odwołany ze skutkiem na 31 marca 2023.
Biegle włada językiem angielskim, a w stopniu podstawowym również niemieckim i rosyjskim. Żonaty z Anną, pisarką, mają syna Jana.